# キャセイ・パシフィック航空機撃墜事件
キャセイパシフィック航空機撃墜事件（キャセイパシフィックこうくうきげきついじけん）は、1954年7月23日に発生したキャセイパシフィック航空機が南シナ海の公海上で中華人民共和国の人民解放軍空軍によって撃墜された事件である。

## 事件の概要

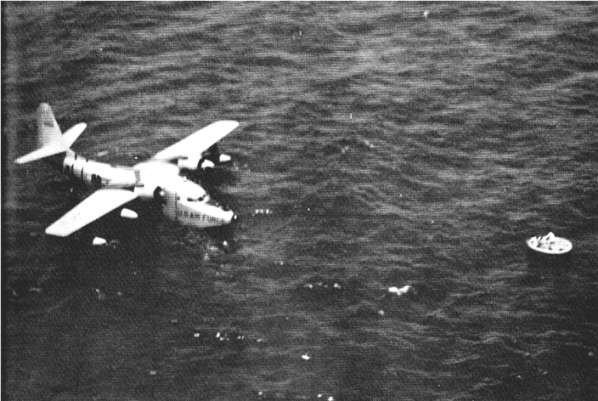
生存者の捜索をするアメリカ軍のSA-16救難飛行艇

### 南シナ海上での攻撃
バンコク国際空港発イギリス領香港啓徳空港行きとして運行中のキャセイパシフィック航空のダグラス DC-4（登録記号VR-HEU）が、中華人民共和国の海南島沖37kmの南シナ海の公海上を飛行中突如、中国人民解放軍空軍のLa-11戦闘機2機に銃撃され、海南島沖に緊急着水した。
銃撃でエンジンと燃料タンクが被弾し、操縦系統も損傷したためにコントロールが途中できかなくなり、機体は激しく海面にたたきつけられた。
中国人民解放軍空軍機は着水後に現場を去り、間もなく緊急通信を受信したイギリス軍や、仏領インドシナに駐留するフランス軍の軍用機が急行し、生存者は最終的にはアメリカ軍の救難飛行艇によって救出された。乗客12名乗員6名のうち、乗客8名乗員2名の合計10名が死亡し、8名が救助された。
またキャセイパシフィック航空機の生存者を捜索していたアメリカ海軍の空母ホーネットとフィリピンシーの艦載機が中国人民解放軍空軍のLa-11戦闘機2機に攻撃を受けたため、交戦の末これを撃墜している。

### 中華人民共和国からの賠償金の支払い
そもそも中国人民解放軍空軍機が、領空侵犯したわけでもない公海上を飛行中の民間航空機を、なぜ事前の警告なしに攻撃し撃墜したのかという事件の核心部分は中華人民共和国当局から明らかにされず、中華人民共和国政府からの謝罪も事情説明もなされなかった。
しかしイギリス政府と中華人民共和国の協議の結果、キャセイパシフィック航空に対して268,500ポンドが支払われた。そのため、なんらかの中国人民解放軍空軍内部の判断ミスがあり、それを暗に認めたと言えるが、実際はどうしてこのような事件が起きたかは明らかではない。